# Yolina kongouensis
Yolina kongouensis är en skalbaggsart som beskrevs av Bilardo och Rocchi 1999. Yolina kongouensis ingår i släktet Yolina och familjen dykare. Inga underarter finns listade i Catalogue of Life.